# Estudos universitários: revista de cultura
A Estudos Universitários: revista de cultura é uma revista vinculada a Pró-Reitoria de Extensão e Cultura da Universidade Federal de Pernambuco e editada pela Coordenação de Comunicação e Informação. A revista surgiu em 1962 a partir de uma proposta de extensão universitária idealizada por Paulo Freire, quando ele, junto a outros colaboradores, fundou o Serviço de Extensão Cultural da universidade, que na época se chamava Universidade do Recife. A revista, publica toda sorte de produção literária, incluindo ensaios, poemas, contos, estudos, traduções, etc.